# Wete (huyện)
Wete là một huyện thuộc vùng Pemba North, Tanzania. Thủ phủ của huyện Wete đóng tại Wete. Huyện Wete có diện tích 574 ki lô mét vuông. Đến thời điểm điều tra dân số ngày 25 tháng 8 năm 2002, huyện Wete có dân số 102060 người.